# Australian Open 2012
L'Australian Open 2012 è stato un torneo di tennis che si è disputato sui venticinque campi in cemento plexicushion del complesso di Melbourne Park, a Melbourne in Australia, fra il 16 e il 29 gennaio 2012. È stata la 100ª edizione dell'Australian Open, il primo dei quattro tornei del Grande Slam dell'anno 2012. L'evento è stato organizzato dalla International Tennis Federation, ed è stato parte dell'ATP World Tour 2012 e del WTA Tour 2012.

## Qualificazioni e sorteggio
Le qualificazioni si sono svolte fra l'11 e il 15 gennaio. Si sono qualificati 16 giocatori per il tabellone maschile e 12 giocatrici per quello femminile.
- Per il singolare maschile: Florent Serra, Peter Gojowczyk, Danai Udomchoke, Andrej Golubev, James Ward, Jesse Huta Galung, Lukáš Lacko, Denis Kudla, Jürgen Zopp, Matteo Viola, Aleksandr Kudrjavcev, Roberto Bautista Agut, Frederik Nielsen, Alex Kuznetsov, Björn Phau, Illja Marčenko.
- Per il singolare femminile: Laura Robson, Irena Pavlović, Andrea Hlaváčková, Stefanie Vögele, Alison Riske, Maria João Koehler, Paula Ormaechea, Nina Bratčikova, Valerija Savinych, Chang Kai-chen, Varvara Lepchenko, Jamie Hampton.

Le wildcard sono state assegnate a:
- Per il singolare maschile: James Duckworth, Lleyton Hewitt, Tatsuma Itō, Jesse Levine, Marinko Matosevic, Benjamin Mitchell, Kenny de Schepper.
- Per il singolare femminile: Ashleigh Barty, Bojana Bobusic, Casey Dellacqua, Isabella Holland, Madison Keys, Aravane Rezaï, Olivia Rogowska, Zhang Shuai.
- Per il doppio maschile: James Duckworth / Adam Feeney, Matthew Ebden / Chris Guccione, Colin Ebelthite / Marinko Matosevic, Lleyton Hewitt / Peter Luczak, Greg Jones / John-Patrick Smith, Benjamin Mitchell / Matt Reid, Luke Saville / Andrew Whittington
- Per il doppio femminile: Monique Adamczak / Olivia Rogowska, Ashleigh Barty / Laura Robson, Stephanie Bengson / Tyra Calderwood, Daniella Jeflea / Viktorija Rajicic, Sacha Jones / Bojana Bobusic, Tammi Patterson / Storm Sanders, Sally Peers / Isabella Holland
- Per il doppio misto: Ashleigh Barty / Benjamin Mitchell, Kimiko Date-Krumm / Kei Nishikori, Casey Dellacqua / Matthew Ebden, Jelena Dokić / Paul Hanley, Jarmila Gajdošová / Bruno Soares, Jelena Janković / Bernard Tomić, Olivia Rogowska / Marinko Matosevic

## Tennisti partecipanti ai singolari

### Singolare maschile
- Singolare maschile

| Campione               | Campione               | Finalista              | Finalista              |
| ---------------------- | ---------------------- | ---------------------- | ---------------------- |
| Novak Đoković (1)      | Novak Đoković (1)      | Rafael Nadal (2)       | Rafael Nadal (2)       |
| Semifinalisti          |                        |                        |                        |
| Andy Murray (4)        | Andy Murray (4)        | Roger Federer (3)      | Roger Federer (3)      |
| Eliminati ai quarti    |                        |                        |                        |
| David Ferrer (5)       | Kei Nishikori (24)     | JM del Potro (11)      | Tomáš Berdych (7)      |
| Eliminati agli ottavi  |                        |                        |                        |
| Lleyton Hewitt         | Richard Gasquet (17)   | Michail Kukuškin       | Jo-Wilfried Tsonga (6) |
| Philipp Kohlschreiber  | Bernard Tomić          | Nicolás Almagro (10)   | Feliciano López (18)   |
| Eliminati al 3º turno  |                        |                        |                        |
| Nicolas Mahut          | Milos Raonic (23)      | Janko Tipsarević (9)   | JI Chela (27)          |
| Michaël Llodra         | Gaël Monfils (14)      | Julien Benneteau       | Frederico Gil          |
| Alejandro Falla        | Lu Yen-hsun            | A Dolhopolov (13)      | Ivo Karlović           |
| Kevin Anderson (30)    | S Wawrinka (21)        | John Isner (16)        | Lukáš Lacko            |
| Eliminati al 2º turno  |                        |                        |                        |
| Santiago Giraldo       | Tatsuma Itō            | Philipp Petzschner     | Andy Roddick (15)      |
| James Duckworth        | Andrej Golubev         | Pablo Andújar          | Ryan Sweeting          |
| Édouard Roger-Vasselin | Alex Bogomolov Jr.     | Viktor Troicki (19)    | Thomaz Bellucci        |
| Gilles Simon (12)      | Matthew Ebden          | Marcel Granollers (26) | Ricardo Mello          |
| Mardy Fish (8)         | Pere Riba              | Florent Serra          | Blaž Kavčič            |
| Tobias Kamke           | Sam Querrey            | Carlos Berlocq         | Andreas Beck           |
| Olivier Rochus         | Serhij Stachovs'kyj    | Marcos Baghdatis       | Grigor Dimitrov        |
| David Nalbandian       | Flavio Cipolla         | Donald Young           | Tommy Haas             |
| Eliminati al 1º turno  |                        |                        |                        |
| Paolo Lorenzi          | Matteo Viola           | Potito Starace         | Radek Štěpánek (29)    |
| Filippo Volandri       | Lukáš Rosol            | Cedrik-Marcel Stebe    | Robin Haase            |
| Dmitrij Tursunov       | Jürgen Zopp            | Michail Južnyj         | Andreas Seppi          |
| Michael Russell        | Igor' Kunicyn          | Matthias Bachinger     | Rui Machado            |
| Ryan Harrison          | Xavier Malisse         | Ernests Gulbis         | Daniel Gimeno Traver   |
| Juan Carlos Ferrero    | Guillermo García López | Dudi Sela              | Marinko Matosevic      |
| Danai Udomchoke        | Karol Beck             | João Souza             | Stéphane Robert        |
| Jesse Levine           | Ivan Dodig             | Roberto Bautista Agut  | Denis Istomin          |
| Gilles Müller          | Fabio Fognini          | Albert Montañés        | Juan Mónaco (25)       |
| Rik De Voest           | Steve Darcis           | James Ward             | Adrian Mannarino       |
| Greg Jones             | Victor Hănescu         | Kenny de Schepper      | Fernando Verdasco (22) |
| Jürgen Melzer (31)     | Jesse Huta Galung      | Éric Prodon            | Aleksandr Kudrjavcev   |
| Albert Ramos Viñolas   | Björn Phau             | Illja Marčenko         | Frederik Nielsen       |
| Benoît Paire           | Benjamin Becker        | Jérémy Chardy          | Łukasz Kubot           |
| Benjamin Mitchell      | Jarkko Nieminen        | Nikolaj Davydenko      | Leonardo Mayer         |
| Ivan Ljubičić (28)     | Peter Gojowczkyk       | Denis Kudla            | Alex Kuznetsov         |

### Singolare femminile
- Singolare femminile

| Campionessa            | Campionessa              | Finalista             | Finalista               |
| ---------------------- | ------------------------ | --------------------- | ----------------------- |
| Viktoryja Azaranka (3) | Viktoryja Azaranka (3)   | Marija Šarapova (4)   | Marija Šarapova (4)     |
| Semifinaliste          |                          |                       |                         |
| Kim Clijsters (11)     | Kim Clijsters (11)       | Petra Kvitová (2)     | Petra Kvitová (2)       |
| Eliminate ai quarti    |                          |                       |                         |
| Caroline Wozniacki (1) | A Radwańska (8)          | Ekaterina Makarova    | Sara Errani             |
| Eliminate agli ottavi  |                          |                       |                         |
| Jelena Janković (13)   | Li Na (5)                | Iveta Benešová        | Julia Görges (22)       |
| Serena Williams (12)   | Sabine Lisicki (14)      | Zheng Jie             | Ana Ivanović (21)       |
| Eliminate al 3º turno  |                          |                       |                         |
| Monica Niculescu (31)  | Christina McHale         | D Hantuchová (20)     | A Medina Garrigues (26) |
| Mona Barthel           | Nina Bratčikova          | Romina Oprandi        | Galina Voskoboeva       |
| Vera Zvonarëva (7)     | Gréta Arn                | S Kuznecova (18)      | Angelique Kerber (30)   |
| Sorana Cîrstea         | Marion Bartoli (9)       | Vania King            | Marija Kirilenko (27)   |
| Eliminate al 2º turno  |                          |                       |                         |
| Anna Tatišvili         | Pauline Parmentier       | Marina Eraković       | Chang Kai-chen          |
| Stéphanie Foretz Gacon | Lesja Curenko            | Ol'ga Govorcova       | Olivia Rogowska         |
| Casey Dellacqua        | Petra Cetkovská (32)     | Alberta Brianti       | Peng Shuai (16)         |
| F Schiavone (10)       | Eléni Daniilídou         | Cvetana Pironkova     | Paula Ormaechea         |
| Lucie Hradecká         | Kaia Kanepi (25)         | D Cibulková (17)      | B Záhlavová-Strýcová    |
| S Peer                 | Sloane Stephens          | Stéphanie Dubois      | Jamie Hampton           |
| Urszula Radwańska      | Nadia Petrova (29)       | Roberta Vinci (23)    | Jelena Dokić            |
| A Pavljucenkova (15)   | Michaëlla Krajicek       | Aleksandra Wozniak    | Carla Suárez Navarro    |
| Eliminate al 1º turno  |                          |                       |                         |
| Anastasija Rodionova   | Ashleigh Barty           | Alla Kudrjavceva      | Alizé Cornet            |
| Lucie Šafářová (24)    | Irena Pavlović           | Petra Martić          | Laura Robson            |
| Maria João Koehler     | Elena Baltacha           | Arantxa Rus           | Varvara Lepchenko       |
| Eva Birnerová          | Patricia Mayr-Achleitner | Sofia Arvidsson       | Ksenija Pervak          |
| Heather Watson         | Bojana Jovanovski        | Anne Keothavong       | Ayumi Morita            |
| Flavia Pennetta (19)   | Irina Falconi            | Mathilde Johansson    | Aravane Rezaï           |
| Laura Pous Tió         | Nastas'sja Jakimava      | Kimiko Date-Krumm     | Polona Hercog           |
| Yanina Wickmayer (28)  | Sania Mirza              | Simona Halep          | Bethanie Mattek-Sands   |
| Alexandra Dulgheru     | Evgenija Rodina          | Tamarine Tanasugarn   | Johanna Larsson         |
| Magdaléna Rybáriková   | Rebecca Marino           | Iryna Brémond         | Tamira Paszek           |
| Stefanie Vögele        | Isabella Holland         | Sílvia Soler Espinosa | Chanelle Scheepers      |
| Bojana Bobusic         | Elena Vesnina            | Mandy Minella         | Gisela Dulko            |
| Samantha Stosur (6)    | Alison Riske             | Valerija Savinych     | Andrea Hlaváčková       |
| Alexandra Cadanțu      | Madison Keys             | Anna Čakvetadze       | Virginie Razzano        |
| Klára Zakopalová       | Kateryna Bondarenko      | Kristina Barrois      | Lourdes Domínguez Lino  |
| Jarmila Gajdošová      | Zhang Shuai              | Irina-Camelia Begu    | Vera Duševina           |

## Senior

### Singolare maschile
Novak Đoković ha battuto in finale  Rafael Nadal con il punteggio di 5–7, 6–4, 6–3, 6(5)–7, 7–5.
- È il quinto titolo dello Slam per Ðokovic, il secondo consecutivo a Melbourne e il terzo complessivo.

### Singolare femminile
Viktoryja Azaranka ha battuto in finale  Marija Šarapova con il punteggio di 6–3, 6–0.
- È il primo titolo dello Slam per Azaranka, il decimo titolo in carriera. La vittoria in finale le vale anche il primato nella classifica mondiale WTA.

### Doppio maschile
Leander Paes /  Radek Štěpánek hanno battuto in finale  Bob Bryan /  Mike Bryan con il punteggio di 7–6(1), 6–2.
- È il 7º titolo dello Slam per Paes, il 1° in Australia

### Doppio femminile
Svetlana Kuznecova /  Vera Zvonarëva hanno battuto in finale  Sara Errani /  Roberta Vinci con il punteggio di 5–7, 6–4, 6–3.

### Doppio misto
Bethanie Mattek-Sands /  Horia Tecău hanno battuto in finale  Elena Vesnina /  Leander Paes con il punteggio di 6–3, 5–7, [10–3].

## Junior

### Singolare ragazzi
Luke Saville ha battuto in finale  Filip Peliwo con il punteggio di 6–3, 5–7, 6–4.

### Singolare ragazze
Taylor Townsend ha battuto in finale  Julija Putinceva con il punteggio di 6–1, 3–6, 6––3.

### Doppio ragazzi
Liam Broady /  Joshua Ward-Hibbert hanno sconfitto in finale  Adam Pavlásek /  Filip Veger con il punteggio di 6–3, 6–2.

### Doppio ragazze
Taylor Townsend /  Gabrielle Andrews hanno sconfitto in finale  Irina Chromacëva /  Danka Kovinić con il punteggio di 5–7, 7–5, [10–6].

## Tennisti in carrozzina

### Singolare maschile carrozzina
Maikel Scheffers ha battuto in finale  Nicolas Peifer con il punteggio di 3–6, 7–6(2), 6–0.

### Singolare femminile carrozzina
Esther Vergeer ha sconfitto in finale  Aniek Van Koot con il punteggio di 6–0, 6–0.
- È il 20º titolo dello slam per Esther Vergeer, il 9° in Australia.

### Quad singolare
- Peter Norfolk ha battuto in finale  David Wagner con il punteggio di 4–6, 6–4, 6–2.

### Doppio maschile carrozzina
Ronald Vink /  Robin Ammerlaan hanno sconfitto in finale  Stephane Houdet /  Nicolas Peifer con il punteggio di 6–2, 4–6, 6–1.

### Doppio femminile carrozzina
Esther Vergeer /  Sharon Walraven hanno sconfitto  Aniek Van Koot /  Marjolein Buis con il punteggio di 4–6, 6–2, 6–4.
- È il ventesimo titolo nel doppio per Esther Vergeer, il settimo in Australia.

### Quad doppio
Andrew Lapthorne /  Peter Norfolk hanno battuto in finale  David Wagner /  Noam Gershony con il punteggio di 6–4, 6–2.
- È il 2º titolo di fila per la coppia britannica.

## Leggende

### Doppio leggende maschile
Guy Forget /  Henri Leconte hanno battuto in finale  Wayne Arthurs /  Thomas Muster con il punteggio di 6–2, 6–3.

### Doppio leggende femminile
Nicole Bradtke /  Martina Navrátilová hanno vinto il titolo arrivando prime nel round robin.

### Doppio misto leggende
Martina Hingis /  Pat Cash hanno battuto nel match d'esibizione  Martina Navrátilová /  Goran Ivanišević con il punteggio di 9–8(4).

## Teste di serie nel singolare
La seguente tabella illustra le teste di serie dei tornei di singolare, assegnate in base al ranking del 9 gennaio 2012, i giocatori che non hanno partecipato per infortunio, quelli che sono stati eliminati, e i loro punteggi nelle classifiche ATP e WTA al 16 gennaio 2011 e al 30 gennaio 2011. In corsivo i punteggi provvisori.
| Legenda colori             |
| Vincitore                  |
| Finalista                  |
| Semifinalista              |
| Quarti di finale           |
| Eliminati a 1T, 2T, 3T, 4T |
| Non partecipa              |

### Singolare maschile
| Testa di serie | Ranking | Giocatore             | Punti | Punti da difendere | Punti conquistati | Nuovo punteggio | Situazione                                      |
| -------------- | ------- | --------------------- | ----- | ------------------ | ----------------- | --------------- | ----------------------------------------------- |
| 1              | 1       | Novak Đoković         | 13630 | 2000               | 2000              | 13630           | Vittoria in finale contro Rafael Nadal          |
| 2              | 2       | Rafael Nadal          | 9595  | 360                | 1200              | 10435           | Sconfitto in finale da Novak Đoković            |
| 3              | 3       | Roger Federer         | 8010  | 720                | 720               | 8010            | Eliminato in SF da Rafael Nadal                 |
| 4              | 4       | Andy Murray           | 7380  | 1200               | 720               | 6900            | Eliminato in SF da Novak Đoković                |
| 5              | 5       | David Ferrer          | 4925  | 720                | 360               | 4565            | Eliminato ai QF da Novak Đoković                |
| 6              | 6       | Jo-Wilfried Tsonga    | 4335  | 90                 | 180               | 4425            | Eliminato al 4T da Kei Nishikori                |
| 7              | 7       | Tomáš Berdych         | 3700  | 360                | 360               | 3700            | Eliminato ai QF da Rafael Nadal                 |
| 8              | 8       | Mardy Fish            | 2965  | 45                 | 45                | 2965            | Eliminato al 2T da Alejandro Falla              |
| 9              | 9       | Janko Tipsarević      | 2655  | 45                 | 90                | 2700            | Eliminato al 3T da Richard Gasquet              |
| 10             | 10      | Nicolás Almagro       | 2380  | 180                | 180               | 2380            | Eliminato al 4T da Tomáš Berdych                |
| 11             | 11      | Juan Martín del Potro | 2315  | 45                 | 360               | 2630            | Eliminato ai QF da Roger Federer                |
| 12             | 12      | Gilles Simon          | 2210  | 45                 | 45                | 2210            | Eliminato al 2T da Julien Benneteau             |
| N/A            | 13      | Robin Söderling       | 2120  | 180                | 0                 | 1940            | Non partecipa per mononucleosi                  |
| 13             | 14      | Aleksandr Dolhopolov  | 2030  | 360                | 90                | 1760            | Eliminato al 3T da Bernard Tomić                |
| 14             | 15      | Gaël Monfils          | 1970  | 90                 | 90                | 1970            | Eliminato al 3T da Michail Kukuškin             |
| 15             | 16      | Andy Roddick          | 1880  | 180                | 45                | 1745            | Ritirato al 2T contro Lleyton Hewitt            |
| 16             | 17      | John Isner            | 1800  | 90                 | 90                | 1800            | Eliminato al 3T da Feliciano López              |
| 17             | 18      | Richard Gasquet       | 1765  | 90                 | 180               | 1855            | Eliminato al 4T da David Ferrer                 |
| 18             | 19      | Feliciano López       | 1755  | 45                 | 180               | 1890            | Eliminato al 4T da Rafael Nadal                 |
| N/A            | 20      | Marin Čilić           | 1665  | 180                | 0                 | 1485            | Non partecipa per intervento al tendine rotuleo |
| 19             | 21      | Viktor Troicki        | 1595  | 90                 | 45                | 1550            | Eliminato al 2T da Michail Kukuškin             |
| 20             | 22      | Florian Mayer         | 1630  | 45                 | 0                 | 1585            | Ritirato per infortunio all'anca                |
| 21             | 23      | Stan Wawrinka         | 1615  | 360                | 90                | 1345            | Eliminato al 3T da Nicolás Almagro              |
| 22             | 24      | Fernando Verdasco     | 1550  | 180                | 10                | 1380            | Eliminato al 1T da Bernard Tomić                |
| 23             | 25      | Milos Raonic          | 1460  | 205                | 90                | 1345            | Eliminato al 3T da Lleyton Hewitt               |
| 24             | 26      | Kei Nishikori         | 1410  | 90                 | 360               | 1680            | Eliminato ai QF da Andy Murray                  |
| 25             | 27      | Juan Mónaco           | 1335  | 45                 | 10                | 1300            | Eliminato al 1T da Philipp Kohlschreiber        |
| 26             | 28      | Marcel Granollers     | 1315  | 10                 | 45                | 1350            | Eliminato al 2T da Frederico Gil                |
| 27             | 29      | Juan Ignacio Chela    | 1270  | 10                 | 90                | 1350            | Eliminato al 3T da David Ferrer                 |
| 28             | 30      | Ivan Ljubičić         | 1270  | 90                 | 10                | 1190            | Eliminato al 1T da Lukáš Lacko                  |
| 29             | 31      | Radek Štěpánek        | 1230  | 45                 | 10                | 1195            | Eliminato al 1T da Nicolas Mahut                |
| 30             | 32      | Kevin Anderson        | 1190  | 10                 | 90                | 1270            | Eliminato al 3T da Tomáš Berdych                |
| 31             | 33      | Jürgen Melzer         | 1170  | 180                | 10                | 1000            | Eliminato al 1T da Ivo Karlović                 |
| 32             | 34      | Alex Bogomolov Jr.    | 1135  | (45)               | 45                | 1135            | Eliminato al 2T da Michaël Llodra               |

### Singolare femminile
| Testa di serie | Ranking | Giocatrice               | Punti | Punti da difendere | Punti conquistati | Nuovo punteggio | Situazione                                |
| -------------- | ------- | ------------------------ | ----- | ------------------ | ----------------- | --------------- | ----------------------------------------- |
| 1              | 1       | Caroline Wozniacki       | 7485  | 900                | 500               | 7085            | Eliminata ai QF da Kim Clijsters          |
| 2              | 2       | Petra Kvitová            | 7290  | 500                | 900               | 7690            | Eliminata in SF da Marija Šarapova        |
| 3              | 3       | Viktoryja Azaranka       | 6865  | 280                | 2000              | 8585            | Vittoria in finale contro Marija Šarapova |
| 4              | 4       | Marija Šarapova          | 6440  | 280                | 1400              | 7560            | Sconfitta in finale da Viktoryja Azaranka |
| 5              | 5       | Li Na                    | 5570  | 1400               | 280               | 4450            | Eliminata al 4T da Kim Clijsters          |
| 6              | 6       | Samantha Stosur          | 5585  | 160                | 5                 | 5430            | Eliminata al 1T da Sorana Cîrstea         |
| 7              | 7       | Vera Zvonarëva           | 5435  | 900                | 160               | 4695            | Eliminata al 3T da Ekaterina Makarova     |
| 8              | 8       | Agnieszka Radwańska      | 5330  | 500                | 500               | 5330            | Eliminata ai QF da Viktoryja Azaranka     |
| 9              | 9       | Marion Bartoli           | 4710  | 100                | 160               | 4770            | Eliminata al 3T da Jie Zheng              |
| N/A            | 10      | Andrea Petković          | 4500  | 500                | 0                 | 4000            | Non partecipa per frattura alla schiena   |
| 10             | 11      | Francesca Schiavone      | 4040  | 500                | 100               | 3640            | Eliminata al 2T da Romina Oprandi         |
| 11             | 12      | Kim Clijsters            | 3041  | 2000               | 900               | 1941            | Eliminata in SF da Viktoryja Azaranka     |
| 12             | 13      | Serena Williams          | 3300  | 0                  | 280               | 3580            | Eliminata al 4T da Ekaterina Makarova     |
| 13             | 14      | Jelena Janković          | 3115  | 100                | 280               | 3295            | Eliminata al 4T da Caroline Wozniacki     |
| 14             | 15      | Sabine Lisicki           | 2903  | 40                 | 280               | 3143            | Eliminata al 4T da Marija Šarapova        |
| 15             | 16      | Anastasija Pavljučenkova | 2795  | 160                | 100               | 2735            | Eliminata al 2T da Vania King             |
| 16             | 17      | Peng Shuai               | 2760  | 280                | 100               | 2580            | Eliminata al 2T da Iveta Benešová         |
| 17             | 18      | Dominika Cibulková       | 2695  | 160                | 100               | 2635            | Eliminata al 2T da Gréta Arn              |
| 18             | 19      | Svetlana Kuznecova       | 2646  | 280                | 160               | 2526            | Eliminata al 3T da Sabine Lisicki         |
| 19             | 20      | Flavia Pennetta          | 2570  | 280                | 5                 | 2295            | Eliminata al 1T da Nina Bratčikova        |
| 20             | 21      | Daniela Hantuchová       | 2295  | 5                  | 160               | 2450            | Eliminata al 3T da Kim Clijsters          |
| 21             | 22      | Ana Ivanović             | 2260  | 5                  | 280               | 2535            | Eliminata al 4T da Petra Kvitová          |
| 22             | 23      | Julia Görges             | 2225  | 160                | 280               | 2345            | Eliminata al 4T da Agnieszka Radwańska    |
| 23             | 24      | Roberta Vinci            | 2115  | 5                  | 100               | 2210            | Eliminata al 2T da Zheng Jie              |
| 24             | 25      | Lucie Šafářová           | 2120  | 160                | 5                 | 1965            | Eliminata al 1T da Christina McHale       |
| 25             | 26      | Kaia Kanepi              | 2049  | 100                | 100               | 2049            | Eliminata al 2T da Ekaterina Makarova     |
| 26             | 27      | Anabel Medina Garrigues  | 1950  | 5                  | 160               | 2105            | Ritirata al 3T contro Li Na               |
| 27             | 28      | Marija Kirilenko         | 1930  | 100                | 160               | 1990            | Ritirata al 3T contro Petra Kvitová       |
| 28             | 29      | Yanina Wickmayer         | 2050  | 100                | 5                 | 1955            | Eliminata al 1T da Galina Voskoboeva      |
| 29             | 30      | Nadia Petrova            | 1765  | 160                | 100               | 1705            | Eliminata al 2T da Sara Errani            |
| 30             | 31      | Angelique Kerber         | 1810  | 5                  | 160               | 1965            | Eliminata al 3T da Marija Šarapova        |
| 31             | 32      | Monica Niculescu         | 1725  | 160                | 160               | 1725            | Eliminata al 3T da Caroline Wozniacki     |
| 32             | 33      | Petra Cetkovská          | 1666  | (18)               | 100               | 1748            | Eliminata al 2T da Mona Barthel           |

## Punti e montepremi
Il montepremi complessivo è di 26.000.000 A$.
| Torneo              | Torneo               | V         | F         | SF      | QF      | 4T      | 3T     | 2T     | 1T     | Q  | Q3     | Q2    | Q1    |
| Singolare maschile  | Punti                | 2000      | 1200      | 720     | 360     | 180     | 90     | 45     | 10     | 25 | 16     | 8     | 0     |
| Singolare maschile  | Premi in denaro (A$) | 2.300.000 | 1.150.000 | 437.000 | 218.500 | 109.250 | 54.625 | 33.300 | 20.000 | –  | 11.440 | 5.710 | 2.860 |
| Doppio maschile     | Punti                | 2000      | 1200      | 720     | 360     | 180     | 90     | 0      | –      | –  | –      | –     | –     |
| Doppio maschile     | Premi in denaro (A$) | 454.500   | 227.250   | 113.000 | 56.000  | 31.500  | 17.200 | 9.600  | –      | –  | –      | –     | –     |
| Singolare femminile | Punti                | 2000      | 1400      | 900     | 500     | 280     | 160    | 100    | 5      | 60 | 50     | 40    | 2     |
| Singolare femminile | Premi in denaro (A$) | 2.300.000 | 1.150.000 | 437.000 | 218.500 | 109.250 | 54.625 | 33.300 | 20.000 | –  | 11.440 | 5.710 | 2.860 |
| Doppio femminile    | Punti                | 2000      | 1400      | 900     | 500     | 280     | 160    | 5      | –      | –  | –      | –     | –     |
| Doppio femminile    | Premi in denaro (A$) | 454.500   | 227.250   | 113.000 | 56.000  | 31.500  | 17.200 | 9.600  | –      | –  | –      | –     | –     |
| Doppio misto        | Punti                | –         | –         | –       | –       | –       | –      | –      | –      | –  | –      | –     | –     |
| Doppio misto        | Premi in denaro (A$) | 135.500   | 67.500    | 33.900  | 15.500  | 7.800   | 3.800  | –      | –      | –  | –      | –     | –     |